# Arnfried Heyne
Arnfrid Heinrich Fritz Heyne, auch Arnfried Heine, Arnd Heyne (* 29. Dezember 1905 in Dresden; † 12. Januar 1978 in Wien) war ein deutscher Filmeditor.

## Leben
Nach einer Lehre im elterlichen Betrieb kam er während eines Volontariats bei der Universum Film (UFA) in Berlin mit dem Film in Kontakt. Er arbeitete in einem Kopierwerk und als Kameraassistent. Dann ging er in die USA und betrieb ein Fotofachgeschäft in New York. Er lebte daraufhin einige Zeit in Indien und übte in einem dortigen Fürstenstaat das Amt eines Ministers für Kinematographie aus.
Wieder in Deutschland begann er 1930 beim Tonschnitt und wechselte 1933 zum Bildschnitt. Seit 1939 war er bei der Wien-Film beschäftigt und an verschiedenen Wiener Filmen beteiligt. Nach Kriegsende blieb er in Wien und hatte als Schnittmeister wesentlichen Anteil an der umfangreichen österreichischen Filmproduktion der 1950er und 1960er Jahre, nicht zuletzt durch seine häufige Zusammenarbeit mit Regisseur Franz Antel. Bei mehreren Filmen fungierte er zudem als Regieassistent.

## Filmografie
- 1932: Wie sag’ ich’s meinem Mann?
- 1933: Viktor und Viktoria
- 1934: Prinzessin Turandot
- 1935: Barcarole
- 1935: Amphitryon – Aus den Wolken kommt das Glück
- 1935: Herbstmanöver
- 1935: Ewiger Wald (Dokumentarfilm)
- 1935: Leichte Kavallerie
- 1936: Donogoo Tonka
- 1936: Das Mädchen Irene
- 1937: Land der Liebe
- 1937: Der zerbrochene Krug
- 1939: Fräulein
- 1939: Paradies der Junggesellen
- 1940: Ein Leben lang
- 1940: Donauschiffer
- 1940: Sieben Jahre Pech
- 1941: Dreimal Hochzeit
- 1941: Brüderlein fein
- 1941: Wiener Blut
- 1942: Schicksal
- 1942: Wien 1910
- 1943: Der weiße Traum
- 1943: Schrammeln
- 1947: Das unsterbliche Antlitz
- 1948: Das singende Haus
- 1948: Königin der Landstraße
- 1948: Hin und Her
- 1948: Die Frau am Weg
- 1949: Hexen
- 1949: Höllische Liebe
- 1949: Kleiner Schwindel am Wolfgangsee
- 1951: Das Tor zum Frieden
- 1951: Frühling auf dem Eis
- 1951: Hallo Dienstmann
- 1952: Der Obersteiger
- 1952: Der Mann in der Wanne
- 1953: Kaiserwalzer
- 1953: Das Früchtchen (Ein tolles Früchtchen)
- 1954: Die süßesten Früchte
- 1954: Kaisermanöver
- 1954: 08/15
- 1954: Verliebte Leute
- 1955: Ja, so ist das mit der Liebe (Ehesanatorium)
- 1955: Spionage
- 1955: Der Kongreß tanzt
- 1955: Heimatland
- 1955: Symphonie in Gold
- 1956: Kaiserball
- 1956: Lumpazivagabundus
- 1956: Roter Mohn
- 1957: Vier Mädels aus der Wachau
- 1957: Heimweh … dort, wo die Blumen blühn
- 1957: Die Lindenwirtin vom Donaustrand
- 1958: Solang’ die Sterne glüh’n (Zirkuskinder)
- 1958: Man müßte nochmal zwanzig sein
- 1958: Ooh … diese Ferien
- 1958: Wenn Mädchen ins Manöver zieh’n
- 1958: Liebe, Mädchen und Soldaten
- 1959: Geliebte Bestie
- 1959: Wenn das mein großer Bruder wüßte
- 1959: Raubfischer in Hellas
- 1959: Der Schatz vom Toplitzsee
- 1960: Kriminaltango
- 1960: Die Glocke ruft (Glocken läuten überall)
- 1960: Im weißen Rößl
- 1961: Die Abenteuer des Grafen Bobby
- 1961: Junge Leute brauchen Liebe
- 1961: … und du mein Schatz bleibst hier
- 1961: Mariandl
- 1962: Die Fledermaus
- 1962: Das süße Leben des Grafen Bobby
- 1962: Hochzeitsnacht im Paradies
- 1962: Mariandls Heimkehr
- 1962: Die lustige Witwe
- 1963: Unsere tollen Nichten
- 1963: Der Musterknabe
- 1963: Schwejks Flegeljahre
- 1963: Charleys Tante
- 1963: Ein Alibi zerbricht
- 1964: Tim Frazer jagt den geheimnisvollen Mister X
- 1964: Hilfe, meine Braut klaut
- 1964: Die große Kür
- 1964: Heirate mich, Chéri
- 1965: … und sowas muß um 8 ins Bett
- 1965: Heidi
- 1966: Graf Bobby, der Schrecken des Wilden Westens
- 1967: Mittsommernacht
- 1968: Immer Ärger mit den Paukern
- 1968: Paradies der flotten Sünder
- 1969: Warum hab’ ich bloß 2x ja gesagt?
- 1969: Alle Kätzchen naschen gern
- 1969: Liebe durch die Hintertür
- 1969: Hilfe, ich liebe Zwillinge!
- 1970: Musik, Musik – da wackelt die Penne
- 1970: Frau Wirtin treibt es jetzt noch toller
- 1971: Mein Vater, der Affe und ich (als Studio Heine)
- 1972: Außer Rand und Band am Wolfgangsee
- 1972: Sie nannten ihn Krambambuli
- 1973: Frau Wirtins tolle Töchterlein